# Spanarna på Hill Street
Spanarna på Hill Street (eng: Hill Street Blues) är en amerikansk TV-serie från 1981–1987 om storstadspolisers vardag på en polisstation på den fiktiva gatan Hill Street i en onämnd stad som liknar Chicago (där serien spelades in). Seriens skapare var Steven Bochco och Michael Kozoll. Serien fick totalt 98 Emmy-nomineringar, endast överträffat av Vita Huset.

## Rollista i urval
- Kapten Francis Xavier "Frank" Furillo - Daniel J. Travanti
- Michael "Mick" / "Mike" Belker - Bruce Weitz
- Robin Tataglia - Lisa Sutton
- John "J.D." LaRue - Kiel Martin
- Neil Washington - Taurean Blacque
- Norman Buntz - Dennis Franz
- Robert "Bobby" Hill - Michael Warren
- Andrew "Andy" Renko - Charles Haid
- Joe Coffey -  Ed Marinaro
- Jurist Joyce Davenport - Veronica Hamel
- Lt. Howard Hunter - James B. Sikking
- Henry Goldblume - Joe Spano
- Stanislaus "Stan" Jablonski - Robert Prosky
- Fay Furillo - Barbara Bosson
- Lucille "Lucy" Bates - Betty Thomas
- Lt. Ray Calletano - René Enríquez
- Jesus Martinez - Trinidad Silva
- Philip "Phil" Esterhaus - Michael Conrad
- Harry Garibaldi - Ken Olin
- Distriktsåklagare Irwin Bernstein - George Wyner
- Polismästare Fletcher Daniels - Jon Cypher
- Leo Schnitz - Robert Hirschfeld
- Tina Russo  - Megan Gallagher
- Patricia "Patsy" Mayo - Mimi Kuzyk